# 1989年4月逝世人物列表
1989年逝世人物列表：1月 - 2月 - 3月 - 4月 - 5月 - 6月 - 7月 - 8月 - 9月 - 10月 - 11月 - 12月
1989年4月逝世人物列表，是用於匯總1989年4月期間逝世人物的列表。

## 依日期排序

### 1日
- 羅伊·弗朗西斯（Roy Francis），70歲，威爾士橄欖球聯盟足球運動員和教練（威爾士巴羅赫爾足球俱樂部）。
- 內達·哈裡根（Nedda Harrigan），89歲，美國女演員，癌症。
- Shreedhar Mahadev Joshi，85歲，印度政治家和獨立活動家，國會議員。
- 埃裡希·呂特（Erich Lüth），87歲，德國作家和電影導演。
- Jan A. Rajchman，77歲，波蘭裔美國電氣工程師（磁芯記憶體）。
- 喬治·羅夫萊多，62歲，智利國際足球運動員（智利紐卡斯爾聯隊），心臟病發作。

### 2日
- E. Chambré Hardman，89歲，英裔愛爾蘭攝影師。
- 丹尼爾·斯普里（Daniel Spry），86歲，二戰期間的加拿大陸軍將軍。
- Zainon Munshi Sulaiman，86歲，馬來西亞政治家，馬來西亞國會議員。
- 諾曼·辛伯格（Norman Zinberg），76-76歲，美國精神分析學家和精神病學家，研究成癮。

### 3日
- Mustafa Çağatay，51歲，土族塞人政治家，土族塞人總理，交通事故。
- Friedrich-Jobst Volckamer von Kirchensittenbach，94歲，納粹德國陸軍上將。
- 愛德華·馬爹利（Edward Martell），80歲，英國政治家，倫敦郡議會議員。
- Pinchas Hacohen Peli，58歲，以色列東正教拉比，詩人和猶太哲學學者。
- Vishnu Sahay，87歲，印度政治家，阿薩姆邦州長。
- 諾曼·伍蘭（Norman Wooland），79歲，英國演員（《哈姆雷特》）。

### 4日
- 傑拉德·凱西（Gerard Casey），appr。29日，愛爾蘭臨時共和軍成員，被槍殺。
- 伍迪·克倫博（Woody Crumbo），77歲，美國藝術家、長笛演奏家和舞蹈家。
- 約翰·格雷頓（John Gretton），48歲，英國同齡人，斯台普爾福德公園（Stapleford Park）的擁有者。
- 瑪德琳·赫洛克（Madeline Hurlock），91歲，美國無聲銀幕女演員。
- 哈威·雅布隆斯基（Harvey Jablonsky），80歲，美國陸軍上將，諾斯羅普公司副總裁，充血性心力衰竭。
- Narayanan Nambudiripad，印度梵文學者。
- 羅伯托·尼科洛西（Roberto Nicolosi），74歲，義大利爵士低音提琴手。
- 巴魯克·哈羅德·伍德（Baruch Harold Wood），79歲，英國國際象棋選手，創辦了《國際象棋》雜誌。

### 5日
- 傑弗里·賓尼（Geoffrey Binnie），80歲，英國土木工程師和作家（銀禧大壩，Eye Brook水庫）。
- 弗兰克·福斯（Frank Foss），93歲，美國撐桿跳高運動員和奧運會金牌得主。
- 瑪麗亞·克莉絲蒂娜·戈麥斯（MaríaCristinaGómez），56歲，薩爾瓦多謀殺案受害者。
- 比爾·岡恩（Bill Gunn），54歲，美國劇作家，演員和導演（Ganja和Hess），腦炎。[1]
- 哈羅德·海耶斯（Harold Hayes），62歲，美國記者和作家（《時尚先生》雜誌）。[2]
- Marjorie Hoshelle，71歲，美國女演員。
- 库尔特·利施卡（Kurt Lischka），79歲，納粹德國黨衛軍官員，蓋世太保首領和安全員警指揮官。
- 比爾·梅爾霍恩（Bill Mehlhorn），90歲，美國職業高爾夫球手。
- 卡爾·齊曼（Karel Zeman），78歲，捷克電影導演和動畫師（Cesta do pravěku，Na kometě）。

### 6日
- 佐菲亞·巴蒂卡（Zofia Batycka），81歲，波蘭模特和演員。
- 塔夫頓·比米什（Tufton Beamish），72歲，英國陸軍軍官和政治家，國會議員。
- Torsten Billman，79歲，瑞典藝術家。
- 西爾維婭·卡塞迪（Sylvia Cassedy），59歲，美國小說家和詩人（《閣樓牆后》）。
- Marion Holland，80歲，美國童書作家和插畫家，癌症患者。
- 潘納拉爾·派特爾（Pannalal Patel），76歲，印度作家（Malela Jeev，Manvini Bhavai），腦出血。
- 約翰·保羅·里德爾（John Paul Riddle），87歲，美國飛行員，安柏瑞德航空大學（Embry-Riddle Aeronautical University）的聯合創始人。

### 7日
- 哈桑·阿姆里（Hassan al-Amri），68-69歲，葉門中將兼阿拉伯葉門共和國總理。
- 阿梅娜·貝古姆（Amena Begum），63-64歲，孟加拉國政治家，國會議員。
- 埃弗拉因·莫羅特·貝斯特（Efraín Morote Best），67歲，秘魯律師，瓦曼加大學聖克裡斯托瓦爾分校首席行政官。
- 克萊德·穆迪（Clyde Moody），73歲，美國藍草音樂家。
- 伊芙琳·芬利（Evelyn Finley），73歲，美國B級電影女演員和特技演員（《幽靈槍》），心力衰竭。
- 鄭南榕，41歲，臺灣出版人、民主活動人士，自焚自殺。
- 安德列·雷巴茲（André Reybaz），59歲，法國演員。
- 杰克·鲁比（Jack Ruby），45-46歲，牙買加唱片製作人。
- 巴薩旺·辛格（Basawon Singh），80歲，印度獨立活動家，國大黨社會黨（Congress Socialist Party）聯合創始人。
- 伊莉莎白·蘇德邁爾（Elizabeth Sudmeier），76歲，美國間諜，中央情報局創始成員。

### 8日
- 阿爾伯特·博爾曼（Albert Bormann），86歲，德國納粹集團，馬丁·博爾曼（Martin Bormann）的兄弟阿道夫·希特勒（Adolf Hitler）的副官。
- 勞埃德·法蘭西斯·麥克馬洪（Lloyd Francis MacMahon），76歲，美國地方法院法官，腦溢血。
- A. M. Rajah，59歲，印度歌手兼音樂總監，火車事故。
- 約翰·懷爾（John Wyer），79歲，英國賽車工程師和車隊經理。

### 9日
- 弗里德里希·里特（Friedrich Ritter），90歲，德國植物學家。
- Albert Vigoleis Thelen，85歲，德國作家和翻譯家。

### 10日
- 琼·巴里（Joan Barry），85歲，英國女演員（《羅馬快車》）。
- George Genereux，54歲，加拿大飛碟射擊運動員和奧運金牌得主。
- 貝茜·格裡芬（Bessie Griffin），66歲，美國福音歌手，乳腺癌。
- 尼古拉·格林科（Nikolai Grinko），68歲，烏克蘭演員（《伊萬的童年》《潛行者》）。
- 雅各·霍頓（Jacob Horton）是南方公司海灣電力部門的美國副總裁，據稱被謀殺。
- 色川武大，60歲，日本作家，心臟病發作。
- 桑迪·桑德伯格（Sandy Sandberg），78歲，美國NFL足球運動員（匹茲堡海盜隊）。

### 11日
- 諾埃爾·卡林頓（Noel Carrington），93-94歲，英國作家和出版商，Puffin Books的創始人。
- 埃米爾·格羅斯瓦爾德（Emil Grosswald），76歲，羅馬尼亞裔美國數學家（數論）。
- 海勒姆·謝爾曼（Hiram Sherman），81歲，美國演員，中風。[3]
- 薩班，78歲，英國作家和外交官，英國駐巴拉圭大使。

### 12日
- 埃基拉拉·巴拉德瓦賈（Ekkirala Bharadwaja），50歲，印度精神顧問。
- 傑拉爾德·弗勒德（Gerald Flood），61歲，英國舞臺和電視演員（Crane），心臟病發作。
- 比爾·哈珀（Bill Harper），92歲，蘇格蘭足球運動員（蘇格蘭希伯尼安）。
- 艾比·霍夫曼（Abbie Hoffman），52歲，美國政治和社會活動家，吸毒過量自殺。[4]
- 威利·麥克諾特（Willie McNaught），66歲，蘇格蘭國際足球運動員。
- 安东尼奥·波尔塔（Antonio Porta），53歲，義大利作家和詩人。
- 舒格·雷·罗宾逊（Sugar Ray Robinson），67歲，美國職業拳擊手，患有心臟病。[5]
- 喬治·塞巴斯蒂安（Georges Sébastian），85歲，匈牙利出生的法國指揮家。
- 蒂爾達·塔瑪律（Tilda Thamar），67歲，阿根廷女演員，車禍。

### 13日
- 保羅二世·切霍（Paul II Cheikho），82歲，伊拉克加色丁禮天主教會牧首。
- 安東尼奧·費雷拉·戈麥斯（António Ferreira Gomes），83歲，葡萄牙羅馬天主教主教。
- 特裡·米勒（Terry Miller），46歲，美國商人和政治家，阿拉斯加州副州長，骨癌。
- 比爾·普特南（Bill Putnam），69歲，美國音訊工程師、詞曲作者和製作人。

### 14日
- 維爾納·馮·克萊姆（Werner von Clemm），91歲，德國出生的美國銀行家。
- 蔣孝文，53歲，蔣經國長子，喉癌。
- 勞倫斯·梅內爾（Laurence Meynell），89歲，英國作家。

### 15日
- Ray Agee，68歲，美國藍調和R&B歌手和詞曲作者。
- 威廉·阿特伍德（William Attwood），69歲，美國外交官，美國駐幾內亞和肯亞大使，充血性心力衰竭。
- 愛德華·M·布雷徹（Edward M. Brecher），77歲，美國科學作家和作家（《合法和非法藥物》）。
- 大衛·卡斯伯特森（David Cuthbertson），88歲，蘇格蘭醫生和生物化學家，羅威特研究所所長。
- 胡耀邦，73歲，中共中央總書記，心臟病發作。[6]
- 伯納德-瑪麗·科爾特斯（Bernard-Marie Koltès），41歲，法國劇作家和戲劇導演，愛滋病。
- 弗雷達·林斯特羅姆（Freda Lingstrom），95歲，英國BBC電視製片人（《花盆人》《安迪·潘迪》）。
- 阿麗塔·羅曼（Alita Román），76歲，阿根廷電影女演員（Mujeres que trabajan，Concierto de almas）。
- 康妮·西蒙斯（Connie Simmons），64歲，美國NBA籃球運動員（紐約尼克斯隊）。
- 弗朗西斯·斯特洛夫（Frances Steloff），101歲，哥譚書市的美國創始人。
- 查理斯·瓦內爾（Charles Vanel），96歲，法國演員兼導演（《恐懼的工資》《敢於冒險的女人》）。[7]
- 菲力浦·德·祖盧埃塔（Philip de Zulueta），64歲，英國外交官，首相外交私人秘書。

### 16日
- T·科爾曼·安德魯斯（T. Coleman Andrews Jr.），64歲，美國政治家，弗吉尼亞州眾議院議員，心臟病發作。
- 陶菲克·優素福·阿瓦德（Tawfiq Yusuf 'Awwad），77歲，黎巴嫩作家（Tawahin Beirut）和外交官，黎巴嫩駐五個國家大使，火箭彈襲擊。
- Hugh Barton，78歲，英國香港商人，怡和集團主席兼董事總經理。
- Brynjólfur Bjarnason，90歲，冰島政治家，冰島共產黨主席。
- 喬科·康蘭（Jocko Conlan），89歲，美國棒球裁判（國家聯盟）。
- 約翰·迪頓（John Dighton），79歲，英國劇作家和編劇（《一生中最快樂的日子》、《白衣人》、《羅馬假日》）。
- 哈拉爾德·埃德爾施塔姆（Harald Edelstam），76歲，瑞典外交官，駐阿爾及利亞大使，癌症。
- 石川馨，73歲，日本工程師和教授（石川圖）。
- 約翰·霍姆斯·詹金斯（John Holmes Jenkins），48-49歲，美國歷史學家和撲克冠軍玩家，開槍。
- 鮑勃·鐘斯（Bob Jones），59歲，美國白人至上主義政治活動家（三K黨）。
- Dominic Olejniczak，80歲，美國政治家（威斯康星州綠灣市市長）和足球主管（綠灣包裝工隊），中風。[8]
- Saroj Pathak，59歲，印度小說家。
- 蒂埃裡·保林（Thierry Paulin），25歲，法國連環殺手，愛滋病。
- Hakkı Yeten，78歲，土耳其足球運動員和俱樂部主席（土耳其貝西克塔斯）。

### 17日
- Inji Aflatoun，65歲，埃及畫家和婦女活動家。
- Psyche Cattell，95歲，美國心理學家。
- Ken Gee，72歲，英國國際橄欖球聯賽足球運動員（英格蘭維岡）。
- 查理斯·蘭普金（Charles Lampkin），76歲，美國演員（《根：下一代》）和音樂家。
- 塞西爾·李森（Cecil Leeson），86歲，美國薩克斯管演奏家。
- 維拉諾二世，39歲，墨西哥人Luchador enmascarado（蒙面職業摔跤手），自殺。

### 18日
- 希爾德·本傑明（Hilde Benjamin），87歲，東德法官兼司法部長。
- 露絲·范西克爾·福特（Ruth VanSickle Ford），91歲，美國畫家，芝加哥美術學院（Chicago Academy of Fine Arts）的所有者。
- 裘莉婭·史密斯（Julia Smith），84歲，美國作曲家和鋼琴家。

### 19日
- 斐迪南德·奧斯·德·芬滕（Ferdinand aus der Fünten），79歲，納粹德國黨衛軍高級專員，阿姆斯特丹猶太移民中央辦公室主任。
- 达夫妮·杜穆里埃，81歲，英國小說家、傳記作家和劇作家，心力衰竭。[9]
- 喬治·派克斯頓（George Paxton），75歲，美國大樂隊領隊，薩克斯管演奏家，編曲家和出版商，顯然是自殺。
- 喬治·惠特莫爾（George Whitmore），43歲，美國劇作家，小說家和詩人，愛滋病。

### 20日
- 哈罗德·巴洛（Harold Barlow），89歲，英國工程師（皇家勳章）。
- Doru Davidovici，43歲，羅馬尼亞飛行員和作家，訓練墜機。
- 愛德華·德索爾尼爾（Edward DeSaulnier），68歲，美國政治家和法官，馬薩諸塞州眾議院議員，自殺。
- 肯尼斯·哈裡森（Kenneth Harrison），50歲，美國連環殺手，自殺。
- 莫裡斯·尼亞貢博（Maurice Nyagumbo），64歲，辛巴威政治家，自殺。
- 馬丁·拉格威（Martin Ragaway），66歲，美國喜劇作家。
- 莉迪亞·舍伍德（Lydia Sherwood），82歲，英國電影和舞臺女演員。

### 21日
- 德惠翁主，76歲，韓國王室最後一位公主。
- 小詹姆斯·柯克伍德（James Kirkwood Jr.），64歲，美國劇作家、作家和演員（A Chorus Line，P.S.你的貓死了），愛滋病。[10]
- 保羅·米切爾（Paul Mitchell），53歲，蘇格蘭裔美國人，約翰·保羅·米切爾系統公司（John Paul Mitchell Systems）的聯合創始人，胰腺癌。
- 詹姆斯·N·羅（James N. Rowe），51歲，美國陸軍軍官，被暗殺。

### 22日
- 揚·巴爾斯，85歲，荷蘭法西斯主義者。
- 保羅·比爾德，87歲，英國小提琴家（倫敦愛樂樂團，BBC交響樂團）。
- 肯尼·麥克貝恩（Kenny McBain），42歲，蘇格蘭電視導演兼製片人（《莫爾斯探長》《格蘭奇山》）。
- 齊格弗里德·拉夫（Siegfried Ruff），82歲，納粹德國醫生，被判無罪釋放。
- 埃米利奥·塞格雷（Emilio Segrè），84歲，義大利裔美國物理學家，發現了鍀和砹，諾貝爾物理學獎獲得者，心臟病發作。
- 德米特裡·塞利瓦諾夫（Dmitry Selivanov），25歲，蘇聯搖滾歌手（Grazhdanskaya Oborona），自殺。
- 湯米·湯普森（Tommy Thompson），70歲，美國NFL和CFL足球運動員（費城老鷹隊），腦癌。
- 托尼·圖爾西（Tony Tursi），88歲，波多黎各的義大利裔美國黑幫分子。

### 23日
- K. Suryanarayana Adiga，74歲，印度律師和政治家，邁索爾立法委員會成員，卡納塔克邦銀行董事長。
- Norm Baker，66歲，加拿大職業籃球和棍網球運動員。
- 馬克·丹尼爾斯（Marc Daniels），77歲，美國電視導演，充血性心力衰竭。[11]
- 哈马尼·迪奥里，72歲，尼日爾政治家，尼日爾共和國總統。[12]
- 胡蝶，81歲，中國女演員，中風。
- 斯特凡·科爾邦斯基（Stefan Korboński），88歲，波蘭裔美國政治家、律師和記者，動脈瘤。
- Harry Bolton Seed，66歲，英裔美國岩土工程師，癌症。[13]

### 24日
- 弗朗茨·賓德（Franz Binder），77歲，奧地利國際足球運動員和教練。
- 克萊德·傑羅尼米（Clyde Geronimi），87歲，美國動畫導演。[14]
- 查理斯·格蘭特，82歲，英國羅馬天主教主教。
- 約瑟夫·賈拉巴克（Joseph Jarabak），83歲，美國正畸醫生。
- 李井泉，79歲，中國政治家，四川省委書記。
- 李·羅伯茨（Lee Roberts），75歲，美國電影演員。
- 費德里科·賽茲（Federico Saiz），76歲，西班牙國際足球運動員。
- 埃德加·薩納布里亞（Edgar Sanabria），77歲，委內瑞拉外交官和政治家，委內瑞拉臨時總統，中風。

### 25日
- Kenneth Cockrel Sr.，50歲，美國政治家，底特律共同委員會成員，心臟病發作。
- 喬治·庫洛裡斯（George Coulouris），85歲，英國電影和舞台演員（《公民凱恩》）。[15]
- 山姆·弗萊徹（Sam Fletcher），55歲，美國歌手（我相信你）。
- 葉添興，75歲，印尼人權律師，內出血。
- 諾瑪·克萊因（Norma Klein），50歲，美國青年書籍作家。
- 艾伦·罗伯逊（Alan Robertson），69歲，英國人口遺傳學家。
- 約翰·巴頓·沃爾加摩（John Barton Wolgamot），86歲，美國詩人。

### 26日
- 露西尔·鲍尔（Lucille Ball），77歲，美國女演員和喜劇演員，腹主動脈瘤破裂。[16]
- Robert Gysae，78歲，納粹德國U艇指揮官。
- 羅伯特·肯尼莫爾（Robert S. Kennemore），68歲，美國海軍陸戰隊軍官。
- 卡爾·門羅（Carl Monroe），29歲，美國NFL足球運動員（三藩市49人隊），意外服藥過量。

### 27日
- 霍華德·布魯克納（Howard Brookner），34歲，美國電影導演，愛滋病。[17]
- 利奧波德·布茨科夫斯基（Leopold Buczkowski），83歲，波蘭作家。
- Marcel J. E. Golay，86歲，瑞士出生的美國數學家和物理學家（Golay探測器，Golay細胞）。
- 哈羅德·古爾登（Harold Gurden），85歲，英國政治家，國會議員。
- 松下幸之助，94歲，松下日本創始人，肺炎。[18]
- 弗蘭克·奧羅克（Frank O'Rourke），72歲，美國作家（《侯爵的騾子》），自殺。
- T. Amrutha Rao，68歲，印度政治家，安得拉邦立法議會議員。
- 威廉·亞瑟·史密斯（William Arthur Smith），71歲，美國藝術家。

### 28日
- 斯坦利·羅伊·巴德姆（Stanley Roy Badmin），83歲，英國畫家和蝕刻師。
- 傑克·卡明斯（Jack Cummings），84歲，美國電影製片人和導演。[19]
- Géza von Cziffra，88歲，匈牙利和奧地利電影導演和編劇。
- Pinchoo Kapoor，61-62歲，印度演員。
- 埃薩·帕卡里寧（Esa Pakarinen），78歲，芬蘭演員、歌手和喜劇演員（Pekka和Pätkä），癌症。
- 勞爾·森迪奇，63歲，烏拉圭律師和工會會員，圖帕馬羅斯民族解放運動創始人，肌萎縮側索硬化症。
- 羅伊·李·威廉姆斯（Roy Lee Williams），74歲，美國勞工領袖，Teamsters總裁，心臟病和肺氣腫。

### 29日
- 唐納德·德西（Donald Deskey），94歲，美國工業設計師。[20]
- Ehsan Tabari，72歲，伊朗哲學家和詩人，腎和心力衰竭。
- 維克·威爾科克斯（Vic Wilcox），76歲，紐西蘭農民和工會會員，紐西蘭共產黨秘書長，癌症。

### 30日
- 李方子，87歲，大韓帝國最後一位皇太子Euimin的妻子，癌症。
- Birge Clark，96歲，美國建築師（Lou Henry Hoover House，Norris House）。
- Nelson Dalzell，68歲，紐西蘭橄欖球聯盟球員（坎特伯雷，All Blacks）。
- 埃德溫·卡爾穆斯（Edwin F. Kalmus），95歲，奧地利出生的美國音樂出版商。
- 戈特弗里德·科特（Gottfried Köthe），83歲，奧地利數學家。
- 塞爾吉奧·萊昂內（Sergio Leone），60歲，義大利電影導演、製片人和編劇，心臟病發作。[21]
- Stumpy Thomason，83歲，美國NFL足球運動員。
- 殿山泰司，73歲，日本角色演員。
- 蓋伊·威廉姆斯（Guy Williams），65歲，美國演員，腦動脈瘤。

### 日期不詳
- 哈桑·賈穆斯，乍得軍事指揮官，乍得國民軍總司令。
- 約瑟夫·帕普（Josef Papp），appr。55歲，美國工程師，可能是騙子。
- 道格·史密斯（Doug Smith），71歲，英國騎師和教練，自殺。
- 哈裡·懷特（Harry White），appr。73，愛爾蘭共和准軍事組織。